# Micrathena mitrata
Micrathena mitrata es una especie de araña araneomorfa del género Micrathena, familia Araneidae. Fue descrita científicamente por Hentz en 1850.
Habita desde los Estados Unidos hasta Brasil. Las hembras de esta especie miden 5-5,2 mm y los machos 3,8-4 mm.